# 시모나다촌 (에히메현 기타우와군)
시모나다촌(下灘村)은 에히메현 기타우와군에 설치된 촌이다. 